# Giovanni Battista Tiepolo
Giovanni Battista Tiepolo ili Gianbattista Tiepolo (Venecija, 5. ožujka 1696. – 27. ožujka 1770., Madrid) je talijanski slikar i grafičar; jedan je od posljednjih velikih predstavnika venecijanskog slikarstva i jedan od najistaknutijih predstavnika kasnog baroka i rokokoa, virtuozni majstor iluzionizma i perspektive. 

## Život i djelo
Postavši uglednim venecijanskim slikarom u dobi od 21 godine, Tiepolo je bio pod prepoznatljivim Piazzettinim utjecajem, no ubrzo razvija vlastiti stil, što se vidi po impresivnim perspektivama u njegovim kompozicijama sjajnih boja s izražajnim likovima.
U palačama i crkvama sjeverne Italije, Würzburga i Madrida izveo je, u harmoničnom sazvučju vedrih svijetlih boja (Tiepolova modra) mnogobrojne cikluse fresaka alegorijskog i mitološkog sadržaja. Ako usporedimo njegove skice u crtežima s njegovim gotovim freskama velikih površina, nastanak slike se čini varljivo lakim. Njegove besprijekorne stropne i zidne freske savršeno svjedoče o umjetnikovoj stvaralačkoj vještini, majstorskom nanošenju boje i senzibilnom odabiru teme.
Kasnije je Tiepolo izrađivao i raskošne štafelajne slike u uljenim bojama (Otmica Sabinjanki; Skidanje s križa), žanr-scene iz pučkog života (Menuet), osobito kvalitetne portrete, ali i brojne živahne karikature, crteže i bakropise.
Freskama u rezidenciji u Würzburgu i u dvoru u Madridu snažno je utjecao na njemačko i španjolsko slikarstvo u završnoj fazi baroka. 
- Papa Klement I., oko 1735., ulje na platnu, 69 × 55 cm, Nacionalna galerija, London
- Freska sa svoda palače u Würzburgu, 1750.-53.
- Vjenčanje Fridrika I. Barbarose, 1751., freska u dvorcu Würzburg
- Rinaldo i Armida u vrtu, 1752., freska, dvorac u Würzburgu.
- Bogorodica, 1763., ulje na platnu, 63 × 50 cm, Nacionalna galerija, Washington.

### Poznatija djela:
- Kleopatrina gozba, (Galerija kraljice Viktorije, Melbourne)
- Otmica Sabinjanki,
- Poklonstvo kraljeva, (Alte Pinakothek, München)
- Krist stišava oluju na moru,
- Mučeništvo Sv. Agate,
- Šarlatan.
- Apolon i Dafne (Louvre, Pariz)
- Krist na Maslinskoj gori (Nacionalna galerija, Atena)
- Apoteoza obitelji Barbaro (Metropolitan, New York)
- Apoteoza admirala Pisana (Palazzo Pisani, Venecija)
- Čudo Svete kuće Loretske (Galerija Akademije, Venecija)
- Freske Würzburške rezidencije, 1750. – 53.
- Bitka kod Vercellae (Metropolitan, New York)
- Prolaz sunčeve kočije (Palazzo Clerici, Milano)
- Aurelijanov trijumf (Sabauda galerija, Torino)
- Mariusov trijumf (Metropolitan, New York)
- Zenobija se obraća vojnicima (Nacionalna galerija umjetnosti, Washington)
- Apostoli Toma i Ivan (Chiesa del Ospedaletto, Venecija)
- Elizej i Rebeka (Nacionalna galerija, Atena)

## Vanjske poveznice
- Ilustrirana biografija i najvažnija djela (engl.)